# Ritratto di Lady Venetia Digby come allegoria della Prudenza
Il Ritratto di lady Venetia Digby come allegoria della Prudenza è il soggetto di un dipinto di Antoon van Dyck custodito nel Palazzo Reale di Milano.
Del quadro esiste una seconda versione autografa - in formato molto più piccolo (cm. 101 × 80) e con qualche variante rispetto alla tela milanese - che si trova presso la National Portrait Gallery di Londra. 

## Storia
Venetia Santley (dopo il matrimonio Lady Venetia Digby - 1600-1633) è ricordata come una delle donne più belle che frequentarono la corte londinese degli Stuart.

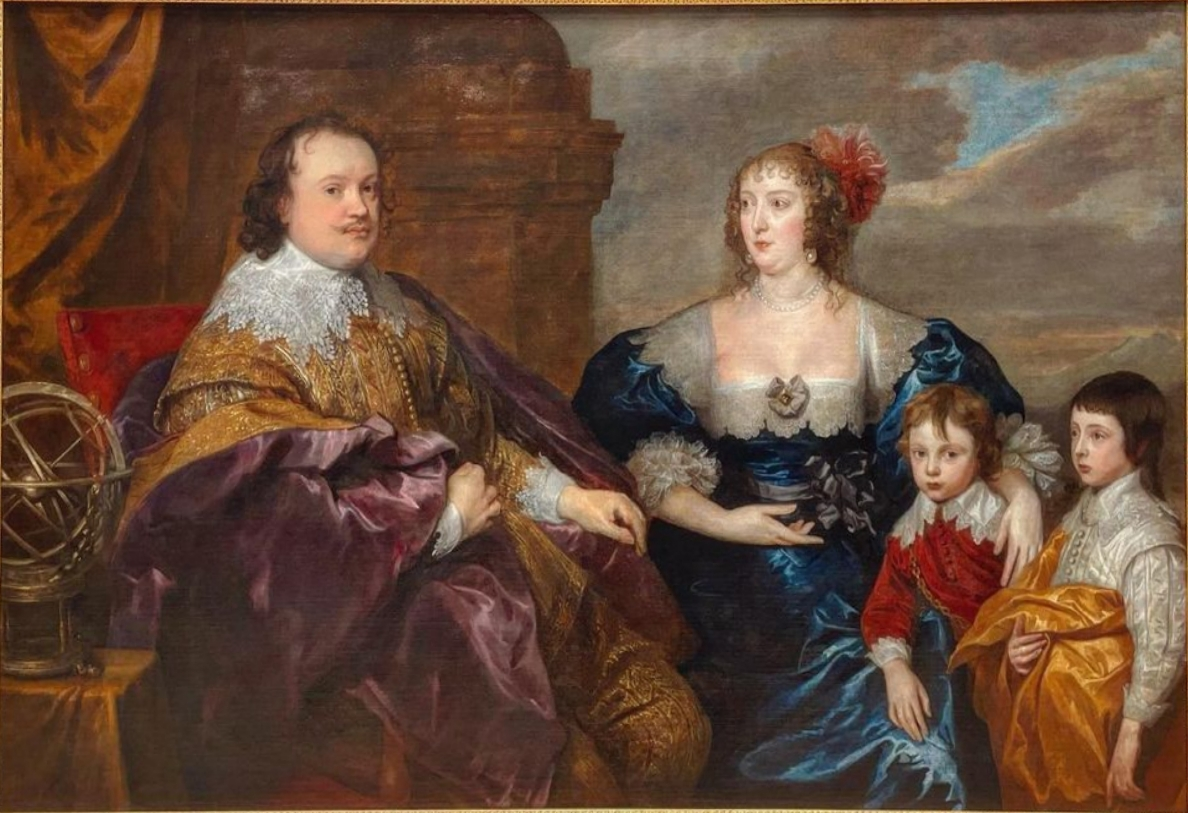
Antoon van Dyck, Sir Kenelm Digby, Lady Venetia Digby e i loro figli, 1632 circa, collezione privata

Figlia di Lord Edward Stanley crebbe nello Shropshire e prese a frequentare sin da giovanissima l'ambiente di corte dove avviò una relazione adulterina con Richard Sackville, conte di Dorset, dal quale secondo alcune fonti ebbe anche dei figli. A Venetia vennero poi attribuite una liaison con Edward Sackville, fratello del conte Richard, ed altre avventure galanti. In breve la Stanley divenne una donna molto chiacchierata tacciata addirittura di essere una cortigiana. 
Nonostante questa fama, di lei si innamorò perdutamente Kenelm Digby, uno dei personaggi più notevoli della corte di Carlo I Stuart. Filosofo, bibliofilo, alchimista Digby era molto legato alla regina consorte Enrichetta Maria (con cui condivideva la fede cattolica), ma era apprezzato anche dal re che gli affidò rilevanti incarichi diplomatici e militari. 
Digby incurante del fermo dissenso della sua famiglia d'origine - molto probabilmente causato dalla cattiva fama della ragazza - sposò Venetia Stanley e spese la sua notevole influenza nell'ambiente culturale londinese per riabilitarne la reputazione.
In questo programma fu coinvolto anche Antoon van Dyck che dal 1632 si trovava a Londra come pittore di corte e del quale Digby era non solo un committente ma molto probabilmente anche un buon amico a causa dei comuni interessi culturali. Digby commissionò infatti al pittore fiammingo più ritratti di sua moglie proprio allo scopo di veicolare un'immagine diversa di lei, opposta a quella di donna dissoluta ormai corrente. Il primo di questi dipinti è un ritratto di famiglia raffigurante Digby, la sua consorte e i loro primi due figli, tela in cui Venetia appare come moglie devota e madre amorevole. 
Nel 1633 Venetia morì improvvisamente e misteriosamente: coricatasi la sera, il mattino seguente venne trovata morta nel suo letto. Molto si vociferò sulle cause del decesso: si ipotizzò il suicidio, si pensò ad un omicidio messo in atto dal marito per gelosia e si disse anche che il Digby, ossessionato dalla bellezza della moglie, avesse preso a somministrargli del veleno di vipera  (come detto Digby coltivava interessi nel campo dell'alchimia) credendosi che questa sostanza, nelle dosi adeguate, rallentasse il processo di invecchiamento.  Un errore nel dosaggio avrebbe causato la morte di Venetia. Lo scandalo fu tale che sul corpo della donna venne eseguita anche un'autopsia - fatto ai tempi molto raro - che tuttavia non chiarì la causa del suo decesso. 

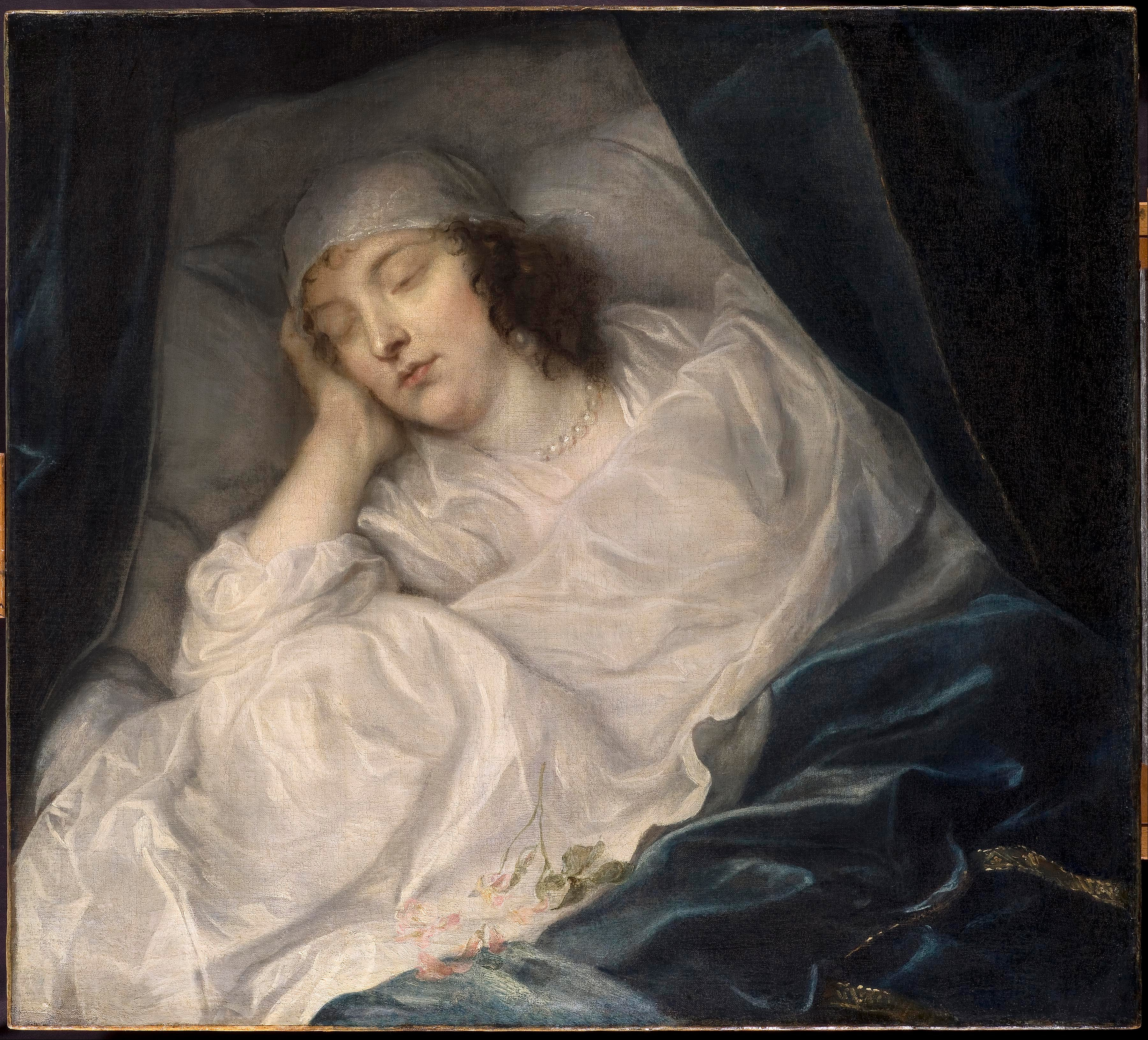
Antoon van Dyck, Lady Venetia Digby sul letto di morte, 1633, Londra, Dulwich Picture Gallery

Proprio la dipartita di Venetia fu occasione per un ulteriore, celebre, ritratto di Van Dyck di Lady Digby, ripresa sul letto di morte così come ella venne ritrovata al mattino. 
Van Dyck in verità edulcorò la tragedia, effigiando Venetia piuttosto come una donna che dorme serenamente e l'unica allusione al fatto che si tratti della raffigurazione di una defunta si limita forse alla rosa cui sono stati strappati i petali che si vede sul lenzuolo del letto di morte. Fiore privato dei petali che potrebbe essere ad un tempo un simbolico riferimento alla morte di una donna ancor giovane (Venetia aveva trentatré anni) e l'ultimo omaggio di un marito innamorato. 
Accecato dal dolore per la perdita di sua moglie Digby, come egli stesso racconta in una lettera, nei mesi successivi alla morte di Venetia non si separò mai da questo ritratto. La morte di Venetia rafforzò il proposito di Digby di liberare da ogni ombra il ricordo pubblico di lei. Egli si avvalse a tal fine della sua amicizia con Ben Jonson, tra i maggiori drammaturghi inglesi del suo tempo, affinché questi scrivesse dei versi in onore di sua moglie. Jonson compose così il poema lirico: Eupheme; or, The Fair Fame Left to Posterity of That Truly Noble Lady, the Lady Venetia Digby (1633).
Anche il ritratto allegorico di Venetia in vesti di Prudenza - che Van Dyck redasse in due versioni - benché non datato è generalmente ritenuto di poco successivo alla morte di lei ed è egualmente da connettersi agli sforzi di Lord Digby per risollevare la reputazione di sua moglie. 
Entrambe le versioni del ritratto allegorico vennero portate da Digby a Parigi dove egli seguì Enrichetta Maria durante la guerra civile inglese. È probabile che i due ritratti (ma per il dipinto milanese questo non è sicuro) siano poi confluiti nelle collezioni del cardinal Mazzarino. Il dipinto milanese è documentato a Palazzo Reale sin dal 1857, ma si ignora in quali circostanze esso dalla Francia sia giunto in questa sede, ove tuttora si trova.

## Descrizione e stile

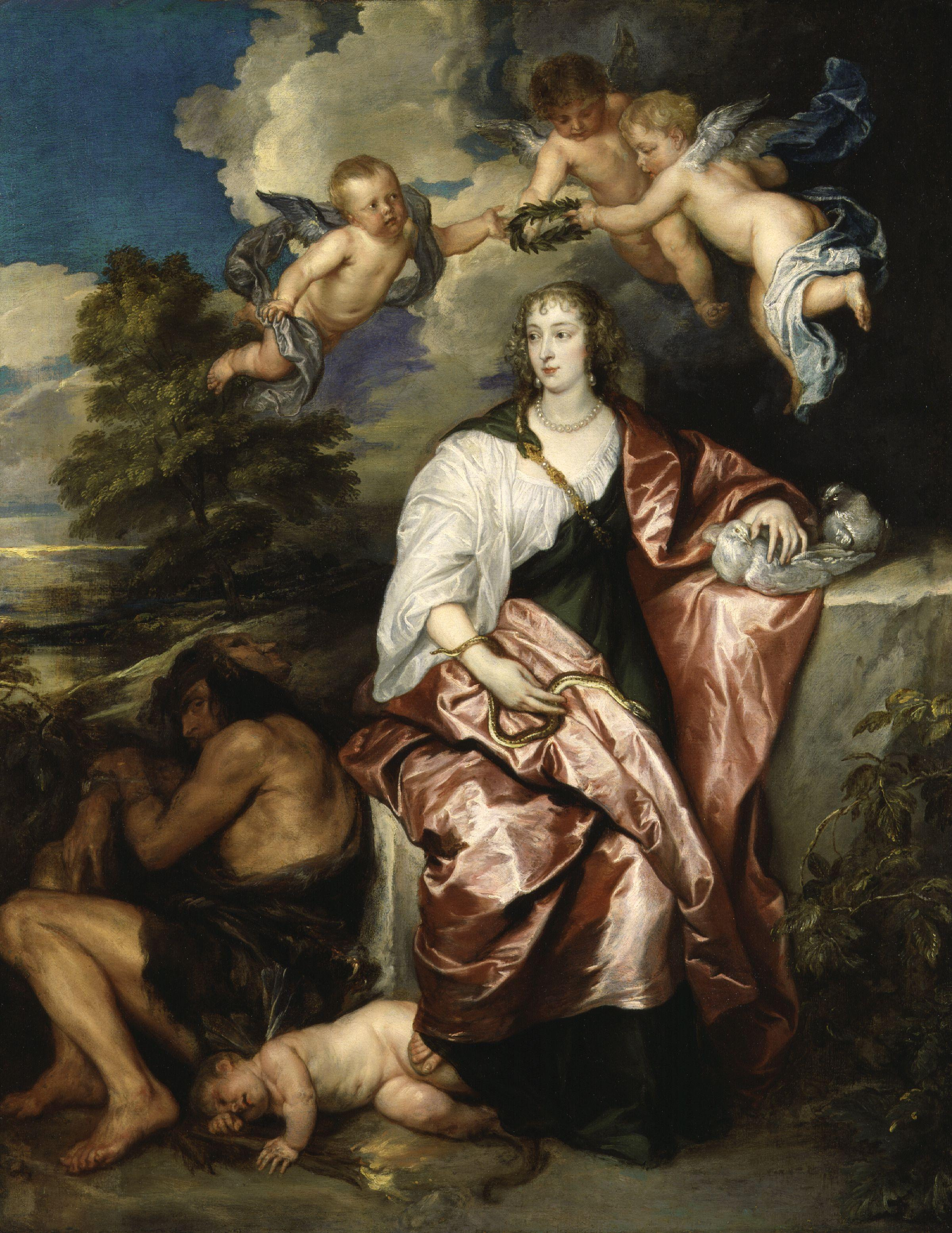
Antoon van Dyck, Ritratto di Lady Venetia Digby come allegoria della Prudenza, 1633-1634, Londra, National Portrait Gallery

Il ritratto allegorico di Venetia Digby è oggetto di una descrizione piuttosto accurata da parte di Giovan Pietro Bellori che allo scopo poté avvalersi direttamente del racconto di Kenelm Digby: il Digby infatti tra il 1645 e 1648 soggiornò a Roma con l'incarico diplomatico di perorare la causa di Carlo I Stuart - il cui potere era sempre più insidiato dall'insurrezione capeggiata da Oliver Cromwell - presso la Santa Sede. Durante la permanenza a Roma Digby entrò in rapporti con il Bellori di cui fu una delle principali fonti per la redazione della biografia di Van Dyck inclusa dallo storico romano nelle sue Vite (pubblicate nel 1672). 
Così il Bellori: «Venne in pensiero al medesimo Cavaliere Digby di far dipingere sopra una gran tela la Signora sua Consorte in forma della Prudenza sedente in candida veste con un velo di colore, e balteo di gemme. Stende ella la mano à due candide colombe, e l'altro braccio è avvolto dal Serpente. Tiene sotto i piedi un cubo, al quale sono legati in forma di schiavi la Fraude con due faccie, l'Ira in aspetto furioso, l'Invidia magra, e crinita di serpenti, l'Amor profano bendato, tarpate l'ali, rotto l'arco, sparsi gli strali, spenta la face, con altre figure ignude al naturale. Sopra una gloria di Angeli con suoni e canti, tenendo tré di loro la palma, e la ghirlanda sopra la testa della Prudenza in contrassegno di vittoria, e di trionfo de' vizij; e 'l motto, è cavato da Giovenale: NULLUM NUMEN ABEST, SI SIT PRUDENTIA. Si compiacque tanto il Van Dyck di questa inventione che ne colorì un'altra in picciolo, ancorché non intiera, e l'una, e l'altra nelle rivolte di Inghilterra, fu trasportata in Francia».

Benché siano rilevabili varie differenze tra questo resoconto e il dipinto milanese - a partire dai versi di Giovenale che nella tela non si scorgono - si ritiene generalmente che il Bellori si riferisca proprio al dipinto di Palazzo Reale. Quanto al motto latino plausibile spiegazione della sua attuale assenza è una riduzione delle dimensioni della tela che potrebbe aver comportato il taglio della porzione del dipinto su cui esso insisteva. 

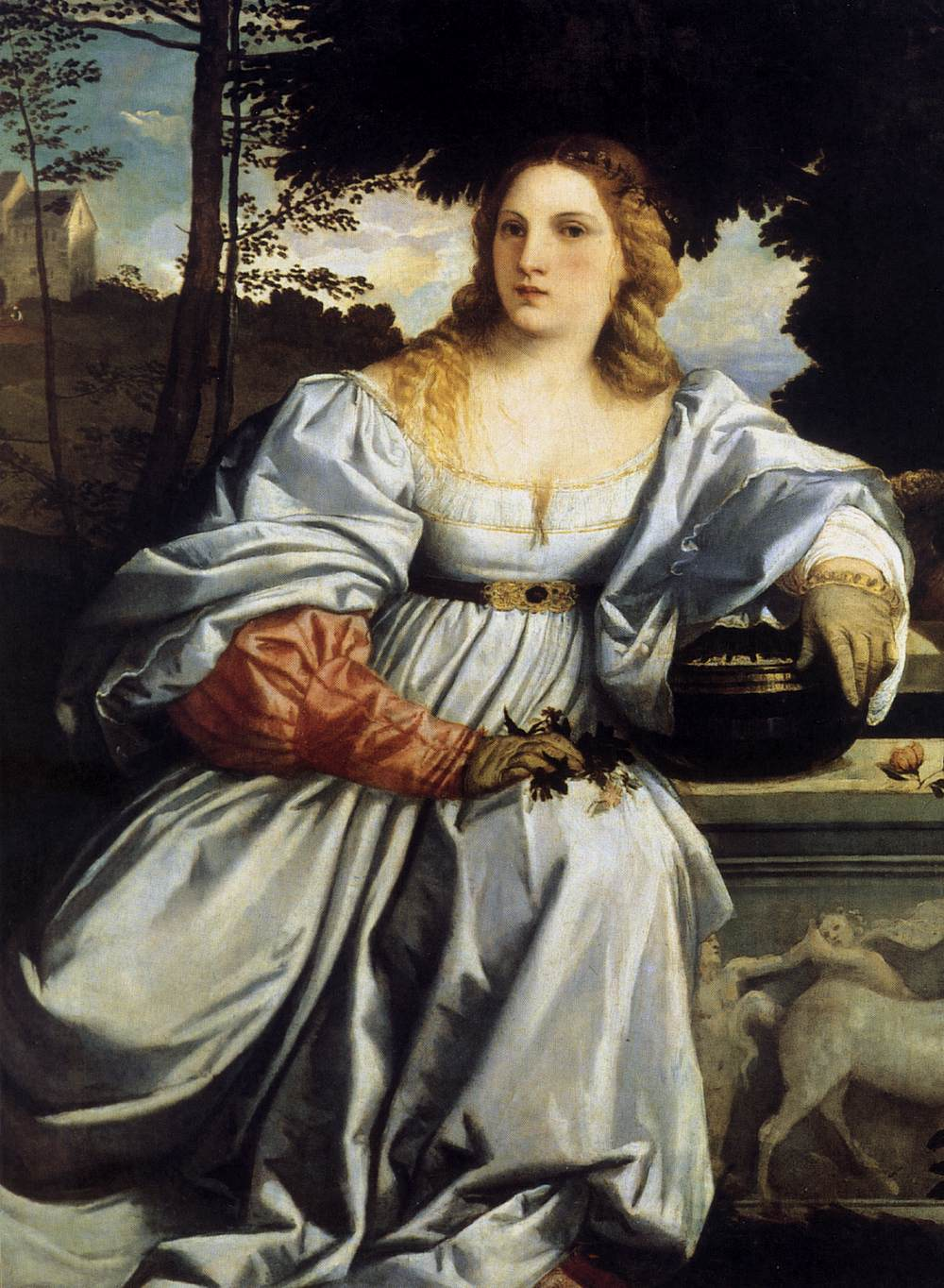
Tiziano, dettaglio dellAmor sacro e Amor profano, 1515 circa, Roma, Galleria Borghese

Riguardo poi alle incongruenze relative alla raffigurazione vera e propria - ad esempio le allegorie dell'Ira e dell'Invidia di cui dice il Bellori ma assenti nel dipinto - esse sono probabilmente il frutto di incomprensioni del cronista della descrizione di Digby, tenendo conto che lo storico romano non ha mai visto direttamente questo dipinto.
Ideatore dell'iconografia allegorica del dipinto è ritenuto lo stesso Kenelm Digby, uomo di vasta cultura. L'attributo qualificante è il serpente che Venetia tiene nella mano destra:  per l'Iconologia di Cesare Ripa è l'emblema della Prudenza. Virtù della prudenza che nel dipinto era richiamata, stando al racconto del Bellori, anche dal verso di Giovenale. Nella sinistra Venetia tiene una candida colomba e ve ne è un'altra dietro la sua mano: le due colombe bianche sono simboli di purezza e castità.
Seduta su un cubo di pietra la donna schiaccia con un piede un amorino con le gambe mostruose, simbolo della lascivia. Incatenata al seggio di Venetia c'è una personificazione della frode (riconoscibile dalle due facce che ne simbolizzano la falsità) da intendersi come allusione alle calunniose accuse di licenziosità - tali almeno per il marito -  che erano state mosse contro Lady Digby. La prudenza di Venetia quindi, cioè la sua corretta condotta morale, sottomette il vizio e mette a tacere la calunnia (la frode incatenata). La vittoria della virtù è infine suggellata dai tre amorini che incoronano di lauro Venetia Digby.
Nelle gamme cromatiche, nella consistenza degli incarnati, nella resa del paesaggio in sfondo è evidente l'influenza di Tiziano dal cui capolavoro giovanile Amor sacro e Amor profano è ripresa anche la posa di Lady Digby che è quasi coincidente con quella della Venere vestita del dipinto della Galleria Borghese (opera ben nota al Van Dyck che ebbe modo di studiarla a Roma ove soggiornò tra il 1622 e 1623 e della quale tracciò uno schizzo nel suo celebre Taccuino italiano).
Dopo quello di Lady Digby, Van Dyck eseguì alcuni altri ritratti di tipo allegorico di nobildonne dell'aristocrazia inglese, talora evidentemente connessi a quello voluto da Lord Digby (come nel caso di quello della contessa di Southampton Rachel de Ruvigny raffigurata in veste della Fortuna). 
Oltre alle versioni autografe di Milano e di Londra del ritratto di Venetia Digby si contano varie copie così come si conoscono alcune derivazioni del dipinto tra le quali si segnala un Allegoria della Fede di David Teniers conservata all'Ermitage.

## Galleria d'immagini

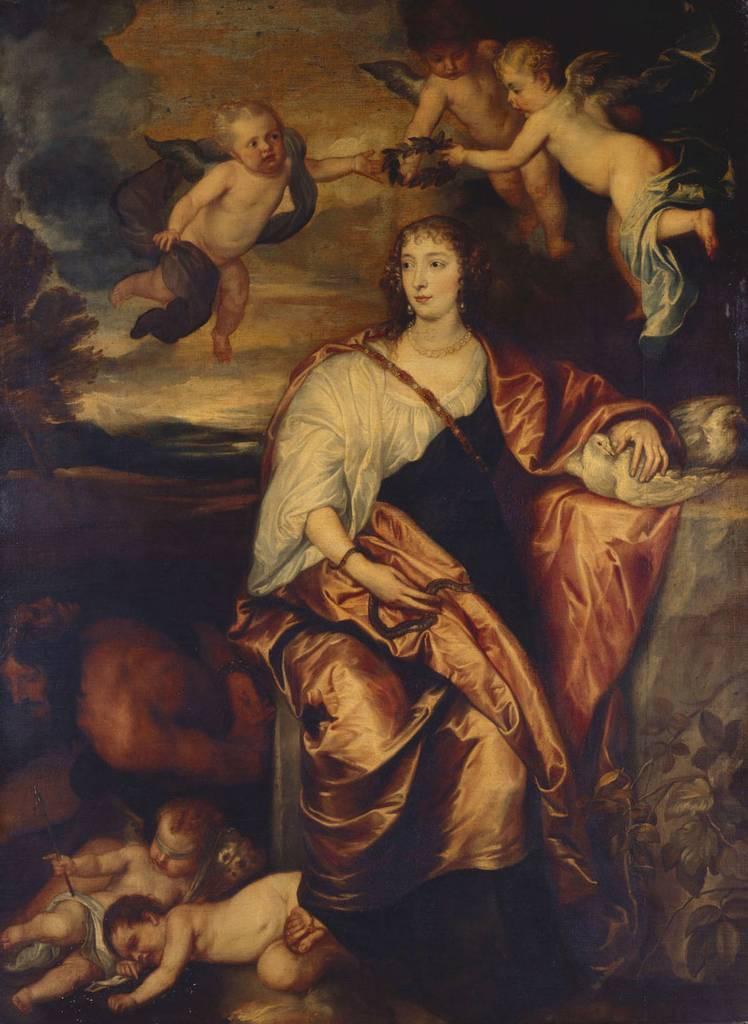
Copia della Royal Collection
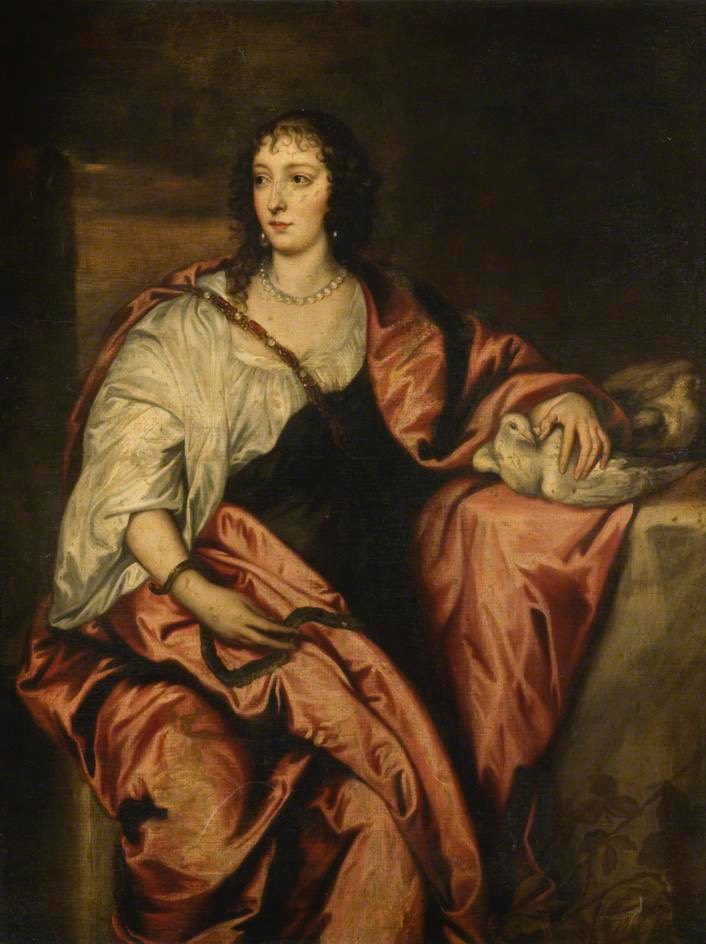
Copia del Northampton Museum and Art Gallery
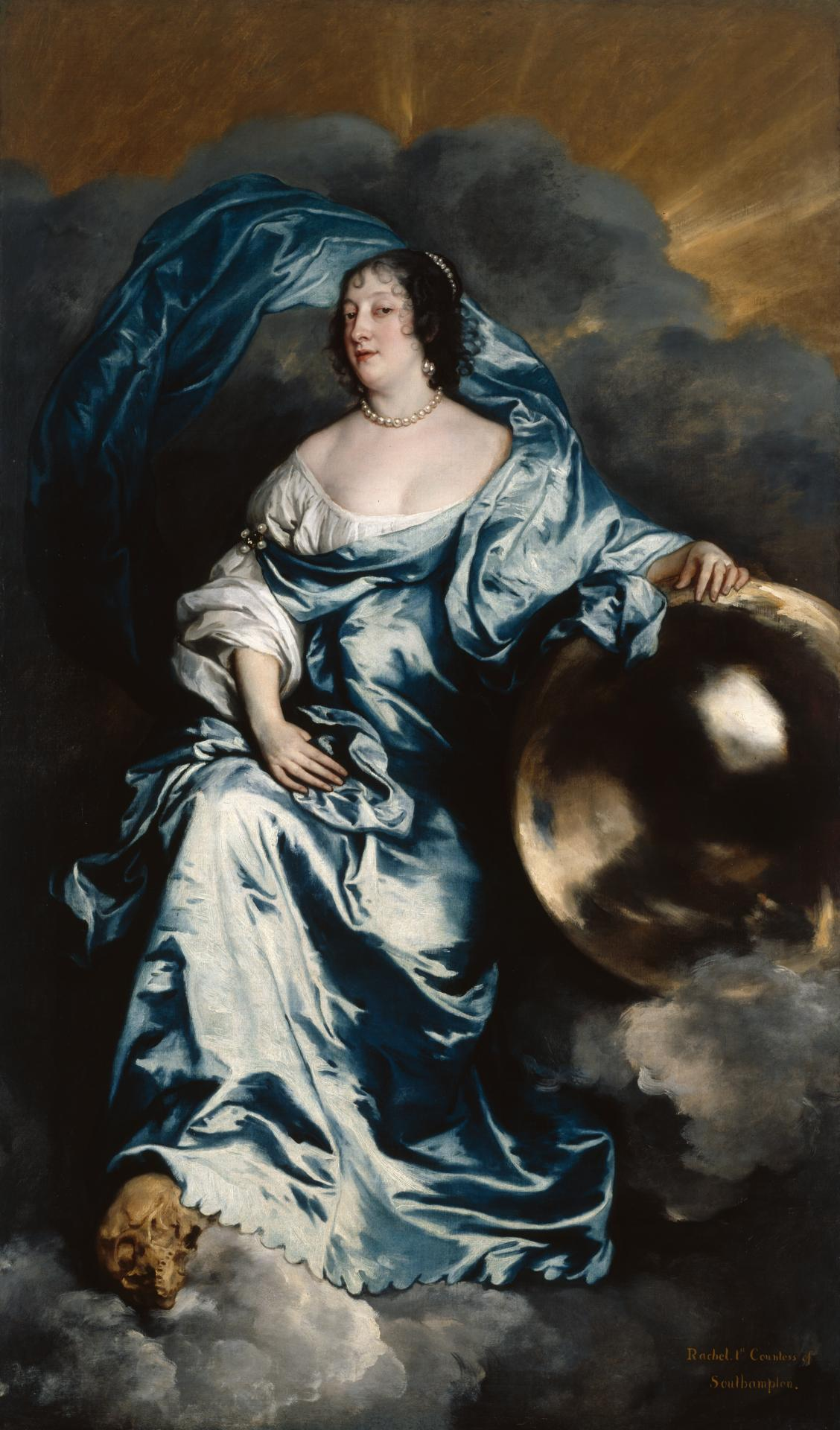
Antoon van Dyck, Ritratto della contessa di Southampton Rachel de Ruvigny come allegoria della Fortuna, 1640 circa, Melbourne, National Gallery of Victoria
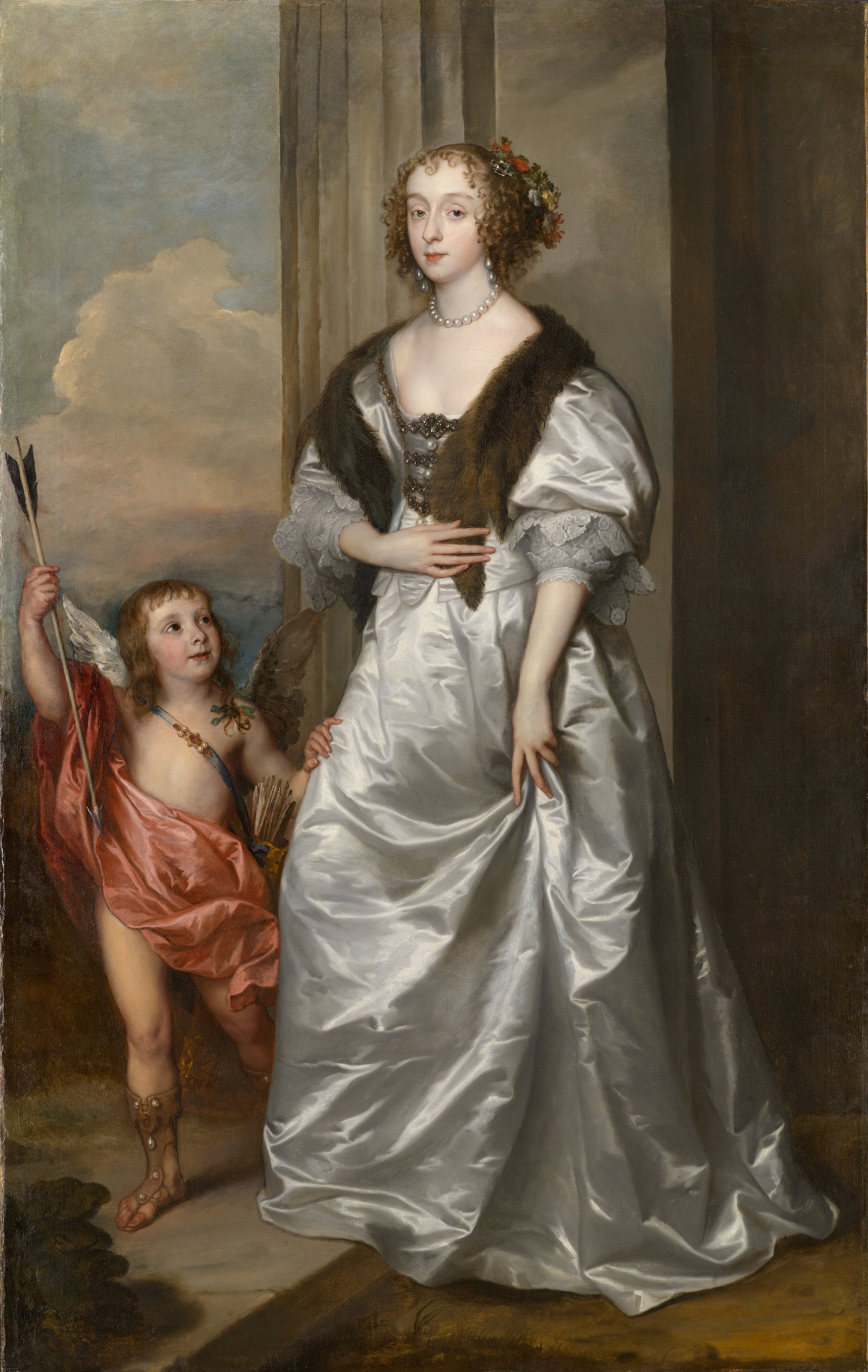
Antoon van Dyck, Ritratto della duchessa di Buckingham Mary Villiers come Venere, 1636 circa, Raleigh, North Carolina Museum of Art
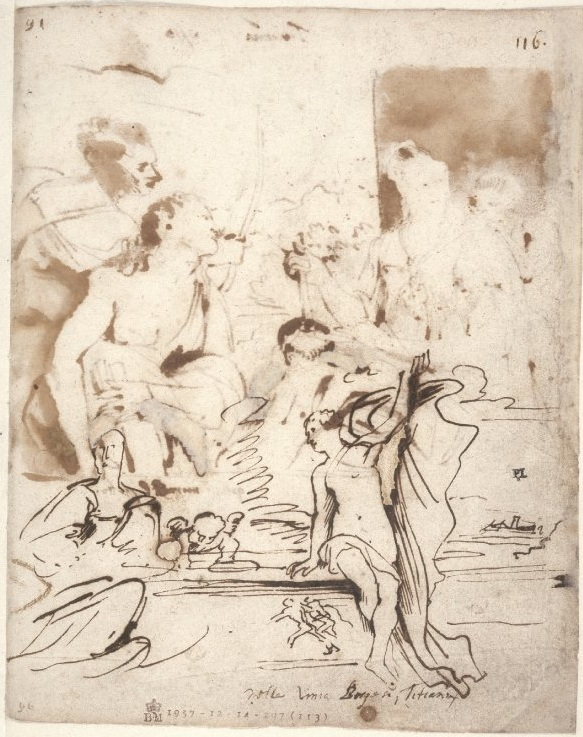
Antoon van Dyck, Schizzo dell'Amor sacro e Amor profano di Tiziano (dal Taccuino italiano), 1622-1623, Londra, British Museum
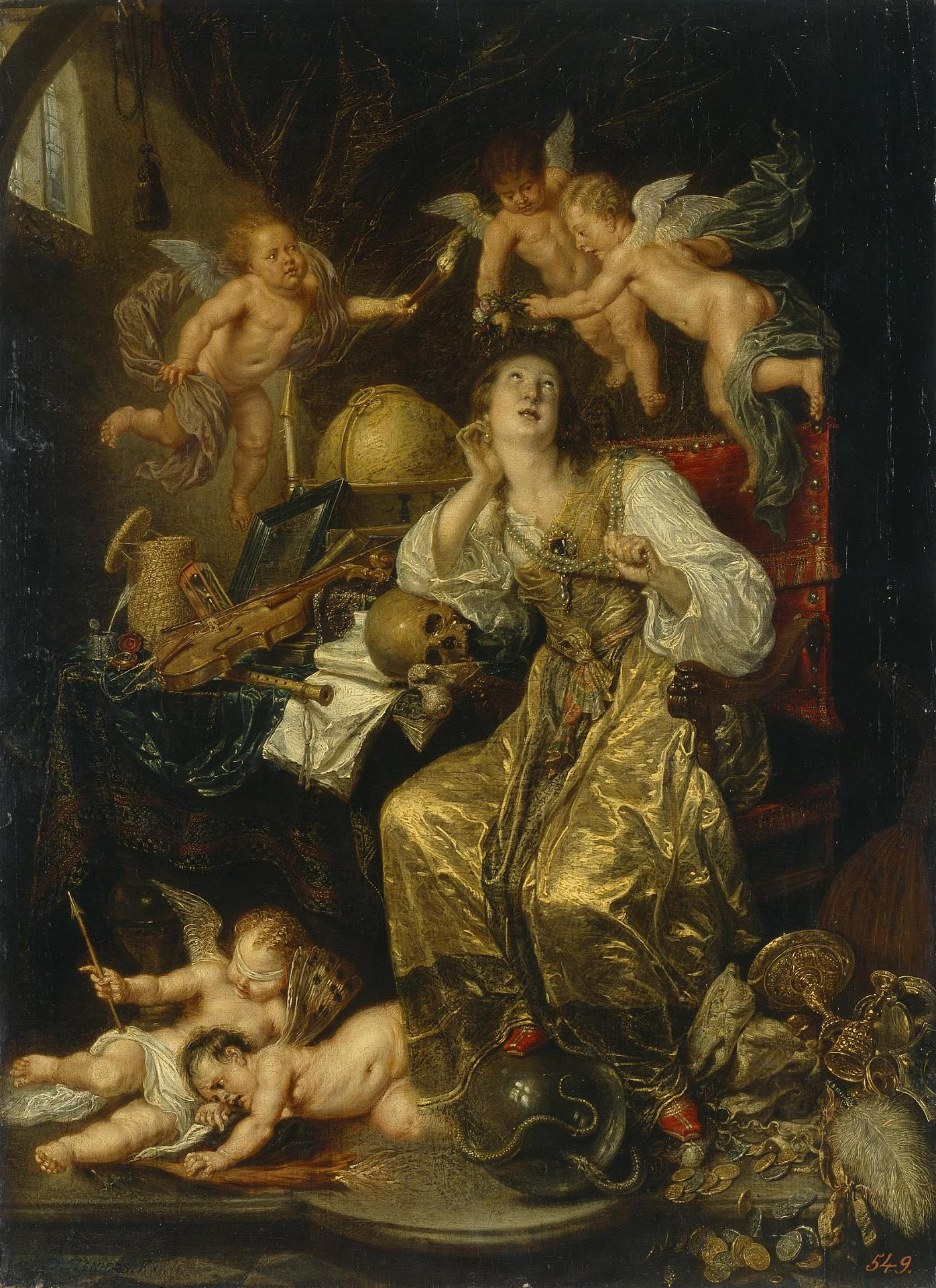
David Teniers, Allegoria della Fede, 1650-1655, San Pietroburgo, Ermitage